# ATB (DJ)
André Tanneberger (Freiberg, Sajonia; 26 de febrero de 1973), conocido por su nombre artístico ATB, es un DJ, remezclador y productor discográfico alemán de música trance. Actualmente ocupa la posición #35 en el Top 100 de la encuesta realizada por la revista DJ Mag. Su mejor desempeño en la lista se registró en el año 2005 cuando llegó a ubicarse en el número 9.

## Biografía
La carrera de André Tanne Berger (ATB) como dj y productor musical comenzó alrededor de 1993, cuando acudió con el organizador de eventos, y ahora amigo cercano, Woody Van Eyden a tocar en una gran fiesta en Sauerland. Después se encontraron en una tienda de discos y tras una charla se dieron cuenta de que vivían en la misma ciudad y más importante aún que compartían ideas musicales. "Se requiere de una fiesta techno en Sauerland para conocer a tus vecinos" dice Eyden. 
Luego de sus primeros lanzamientos como Sequential One, entre ellos el mejor posicionado hasta el momento "My love is hot". André refinó su sonido durante meses; su primera melodía bajo el seudónimo ATB fue almacenada de manera especial, él no había ingeniado un nombre para ella de tal modo que la guardó con la hora a la que terminó de trabajarla "09:00pm"... Después con su amigo y mánager fueron a debutar al prometedor ATB con un sello llamado Kontor Records. El director en ese momento Jens Thele al escuchar la nueva melodía inmediatamente quiso comprar el sencillo, pero siendo precavidos pidieron una oferta ante todo. Desde ese momento todo cambió para André y las personas cercanas a él.
Entre sus éxitos más famosos está: "9 PM (Till I Come)" (1999) la cual llegó a los primeros lugares en las listas de popularidad en el Reino Unido, Alemania y otros países del mundo. Le siguieron en 1999 'Don't Stop' y 'Killer' sencillos incluidos en su primer álbum Movin' Melodies.
En el 2000 lanza su segundo álbum 'Two Worlds' con los sencillos destacados 'The Summer' y 'Fields of Love' con la colaboración de York
En el 2001 edita como sencillo 'Let U Go' (remezclando la canción aparecida en su segundo álbum) y 'Hold You' destacando las vocales de Roberta Carter Harrison.
En 2002 lanza al mercado su tercer álbum 'Dedicated' y el tercer sencillo de este álbum 'You're not Alone' remezclando el clásico de Olive.
En 2003 presenta su cuarto álbum 'Addicted to music' con los sencillos 'I Don't Wanna Stop' y 'Long Way Home' con el papel principal de la voz de Roberta Carter Harrison. En noviembre publica su primera compilación The DJ (in the mix) acompañado con el vinilo Sunset Girl/In Love With a Dj con nuevas remezclas
En 2004 produce su quinto álbum 'No Silence' contando con nuevas vocales de Tiff Laycey y como sencillos de 'Marrakech' y 'Ecstasy' 
En 2005, ATB lanzó el álbum "Seven Years", una compilación de 20 canciones incluyendo varios de sus mayores éxitos tales como "The Summer", "Long Way Home", y "I Don't Wanna Stop".. Además, "Seven Years" incluye seis canciones nuevas: "Humanity", "Let U Go (2005 re-edición)", "Believe in Me", "Trilogie, 2ª parte", "Take Me Over", "Far Beyond". 
Su estilo ha ido variando y evolucionando en cada una de sus producciones, siendo actualmente un eurohouse con una tendencia marcada a introducir voces y sonidos de teclados repetidamente. Varias de sus recientes melodías son aderezadas con la exquisita voz de Roberta Carter Harrison, cantante del dúo canadiense Wild Strawberries.
En 2009 fue votado como el 11.º mejor DJ del mundo en la prestigiosa revista de Internet y el 4.º en thedjlist.com.
En 2011 fue votado como el 15 DJ del mundo en la prestigiosa revista de Internet djmag.com También en este mismo año lanza su álbum doble «Distant Earth», una creación donde se hace acompañar por varias voces y en las que se destacan "Apollo road" con Dash Berlin, Thierry Lebeque con "One more (con Christina Soto)", 'Twisted Love', 'Heartbeat', 'Gold', 'Moving Backwards', 'Where you are'.

## Discografía

### Álbumes
- 1999 "Movin' Melodies"
- 2000 "Two Worlds"
- 2002 "Dedicated"
- 2003 "Addicted to Music"
- 2004 "No Silence"
- 2007 "Trilogy"
- 2009 "Future Memories"
- 2011 "Distant Earth"
- 2014 "Contact"
- 2017 "neXt"

### Mezclas
- 1999: "9 PM (Till I Come)"
- 1999: "Don't Stop!"
- 1999: "Killer" (vocales: Drue Williams)
- 2000: "The Summer" (vocales: André Tannenberger)
- 2000: "The Fields of Love" (vocales: André Tannenberger)
- 2001: "Let U Go" (vocales: Roberta Carter Harrison)
- 2001: "Hold You" (vocales: Roberta Carter Harrison)
- 2002: "You're Not Alone" (vocales: Roberta Carter Harrison)
- 2003: "I Don't Wanna Stop" (vocales: Roberta Carter Harrison)
- 2003: "Long Way Home" (vocales: Roberta Carter Harrison)
- 2003: "In Love With The DJ"/"Sunset Girl" (voz: Roberta Carter Harrison)(Solamente sencillo en vinilo)
- 2004: "Marrakech" (vocales: Tiff Lacey)
- 2004: "Ecstasy" (vocales: Tiff Lacey)
- 2004: "Here With Me" (vocales: Tiff Lacey)(Solamente sencillo en vinilo)
- 2005: "Believe In Me" (vocales: y guitarra por: JL)
- 2005: "Humanity" (vocales: Tiff Lacey)
- 2005: "Let U Go (Reworked)" (vocales: y guitarra por: JL)
- 2006: "Summer Rain" (Solamente sencillo en vinilo)
- 2007: "Renegade" (con Heather Nova)
- 2007: "Feel Alive" (con Jan Loechel)
- 2007: "Justify" (con Jennifer Karr)
- 2009: "What About Us"/"L.A. Nights"
- 2009: "Behind" (con Flanders)
- 2010: "A New Day" (Con Betsie Larkin)
- 2010: "Could You Believe"
- 2010: "Midnight Sun"
- 2011: "Twisted Love" (con Cristina Soto)
- 2011: "Gold" (con JanSoon)
- 2011: "Apollo Road" (con Dash Berlin)
- 2011: "Killing Me Inside" (con Sean Ryan)
- 2012: "Never Give Up" (con Ramona Nerra)
- 2012: "In and out of Love" (con Rudee y Ramona Nerra)
- 2014: "Face to Face" (con Stanfour)
- 2014: "When It Ends It Starts Again" (con Sean Ryan)
- 2014: "Raging Bull" (con Boss and Swan)
- 2015: "Flash X"
- 2016: "Connected" (con Andrew Rayel)
- 2017: "Message Out To You" (con F51, Robbin y Jonnis)
- 2017: "Pages" (con HALIENE)

### Remixes
- 1993: General Base - "Poison"
- 1993: Brain - "Crazy Planet (I Don't Care)"

- 1994: Chyp-Notic & Greg Ellis - "Don't Break The Heart"
- 1994: DJ Jacques O. - "Rave Can Can"
- 1994: Damage Control - "You've Got To Believe"

- 1995: Monja - "2 Little Butterflies"
- 1995: Sequential One - "Happy Feelings"
- 1995: Electric Gold - "Hey Mr. Devil"
- 1995: Cymurai - "Magic Touch"

- 1996: Cymurai - "Let Go"
- 1996: Bohannon - "The Stomp"
- 1996: Justine Earp - "Ooo-La-La-La"

- 1997: Sequential One - "Dreams"
- 1997: C-Mania - "Cross My Mind"
- 1997: Bass Bumpers - "(Keep Me) Runnin'"
- 1997: MR - "Listen To Your Heart" (Remix con Sequental One)

- 1998: Sash! - "Colour The World"
- 1998: Miss Jane - "It's A Fine Day"
- 1998: Woody van Eyden - "Time Now"
- 1998: United Deejays For Central America - "Too Much Rain" (Remix con Woody van Eyden)

- 1999: Ayla - "Liebe" (1999)
- 1999: Kosmonova presents Mike Brings - "Acid Folk 2000"
- 1999: William Orbit - "Adagio For Strings"
- 1999: Rank 1 - "Airwave"
- 1999: Candy Beat - Sax'y '99
- 1999: Sequential One - "Angels"
- 1999: Bob Marley vs. Funkstar De Luxe - "Sun is Shining"
- 1999: Vernon's World - "Wonderer"
- 1999: Piet Blank & Jaspa Jones - "Cream"
- 1999: Moby - "Why Does My Heart Feel So Bad?"
- 1999: Love And Fate - "Love And Fate"
- 1999: Miss Peppermint - "Welcome To Tomorrow" (Remix con Woody van Eyden)
- 1999: SQ-1 - "Music So Wonderful"
- 1999: Black & White Brothers - "Put Your Hands Up" (Remix con Woody van Eyden)
- 1999: Trance Allstars - "The First Rebirth"

- 2000: Enigma - "Push the Limits"
- 2000: York - "Farewell To The Moon"
- 2000: Taucher - "Science Fiction"
- 2000: a-ha - "Minor Earth"
- 2000: SQ-1 - "One, Two, Three"
- 2000: Andru Donalds - "Precious Little Diamond"
- 2000: Trance Allstars - "Ready To Flow"
- 2000: Taucher - "Science Fiction"
- 2000: York - "On The Beach"

- 2001: Sarah Brightman - "A Whiter Shade Of Pale"
- 2001: Nino Lopez Project - "Experience"
- 2001: Tukan - "Light A Rainbow"
- 2001: Gouryella - "Tenshi"
- 2001: York - "Yesterday (Silence)"

- 2002: Kai Tracid - "4 Just 1 Day"
- 2002: The Sound Bluntz - "Billie Jean"
- 2002: Atlantic Ocean - "Waterfall 2002"
- 2002: Trance Allstars - "Lost In Love"
- 2002: Signum - "First Strike"
- 2002: Trance Allstars - "Go"

- 2003: DJ Mellow-D - "Phuture Vibes"
- 2003: Farolfi & Gambafreaks vs. Moloko - "A Style Suite"
- 2003: Chicane - "Daylight"
- 2003: Schiller - "Liebe"

- 2005: Narcotic Thrust - "When The Dawn Breaks"
- 2005: Dj MyR - "Moctezuma Revenge"

- 2006: Above & Beyond - "Can't Sleep"
- 2006: Mr. Sam - "Insight"

- 2007: Mark Norman - "Ventura"
- 2007: Jean-Michel Jarre - "Vintage"

- 2008: Nature One Inc. - "Wake Up In Yellow" (ATB & Josh Gallahan Mix)

- 2009: ATB Pres. Flanders - "Behind" (ATB Vs. Callea Re-edit)

- 2010: Ich & Ich - "Einer Von Zweien" (ATB Club Interpretation Dub)

- 2011: Axwell - "Heart Is King" (ATB & Josh Gallahan Remix)
- 2011: Lady Gaga - "Yoü and I"
- 2011: George Acosta feat. Emma Lock - "Never Fear"
- 2011: Nature One Inc. – "Go Wild - Freak Out" (ATB & Tom Novy Anthem Mix)

- 2013: Schiller – "Lichtermeer" ("Sleepless" en inglés)

- 2015: Ellie Goulding – "Love Me Like You Do"

- 2016: Dimitri Vegas & Like Mike – "Stay a While"

### Compilaciones
- 2003 "The Will W.C.Q. DJ in the Mix"
- 2004 "The DJ 2 in the Mix"
- 2005 "Seven Years: 1998-2005"
- 2006 "The DJ 3 in the Mix"
- 2007 "The DJ 4 in the Mix"
- 2010 "The DJ 5 in the Mix"
- 2010 "Sunset Beach DJ Session"
- 2011 "The DJ 6 in the Mix"
- 2011 "Distant Earth Remixes"
- 2012 "Sunset Beach DJ Session 2"
- 2016 "Under The Stars"

### DJ Mix
- 1999 Fresh Volume 3 (Sólo el CD 2)
- 1999 Clubber's Guide To... Trance
- 1999 Kontor - Top Of The Clubs Volume 03 (Sólo el CD 1)
- 1999 Kontor - Top Of The Clubs Volume 04 (Sólo el CD 1)
- 2000 G.R.O.O.V.E. 2001
- 2000 Trance Mix USA
- 2001 Trance Nation América Two (Sólo el CD 1)
- 2002 Kontor - Top Of The Clubs Volume 16 (Sólo el CD 1)
- 2013 A State of Trance 600 (Mixed by Armin van Buuren, ATB, W&W, Rank 1 & Andrew Rayel)

### DVD
- 2003 Addicted To Music DVD
- 2005 Seven Years DVD (Bonus)
- 2006 Live In Poznan DVD

## Ranking DJmag
| DJ  | 2003 | 2004 | 2005 | 2006 | 2007 | 2008 | 2009 | 2010 | 2011 | 2012 | 2013 | 2014 | 2015 | 2016 | 2017 | 2018 | 2020 | 2021 |
| --- | ---- | ---- | ---- | ---- | ---- | ---- | ---- | ---- | ---- | ---- | ---- | ---- | ---- | ---- | ---- | ---- | ---- | ---- |
| ATB | 47°  | 13°  | 9°   | 13°  | 27°  | 25°  | 11°  | 11°  | 15°  | 21°  | 33°  | 58°  | 82°  | 61°  | 54°  | 49°  | 56°  | 35°  |